# Base de données publique des médicaments
La Base de données publique des médicaments est une base de données produite par le ministère des Solidarités et de la Santé sur les médicaments commercialisés ou ayant été commercialisés en France au cours des deux précédentes années. 
Elle a été mise en place en octobre 2013.